# Faro Tokarevskij
Il faro Tokarevskij (in russo Маяк Токаревского?, Majak Tokarevskogo) è un faro di Vladivostok, nell'estremo oriente della Russia. È una delle attrazioni turistiche della città e uno dei fari più vecchi del paese.

## Storia

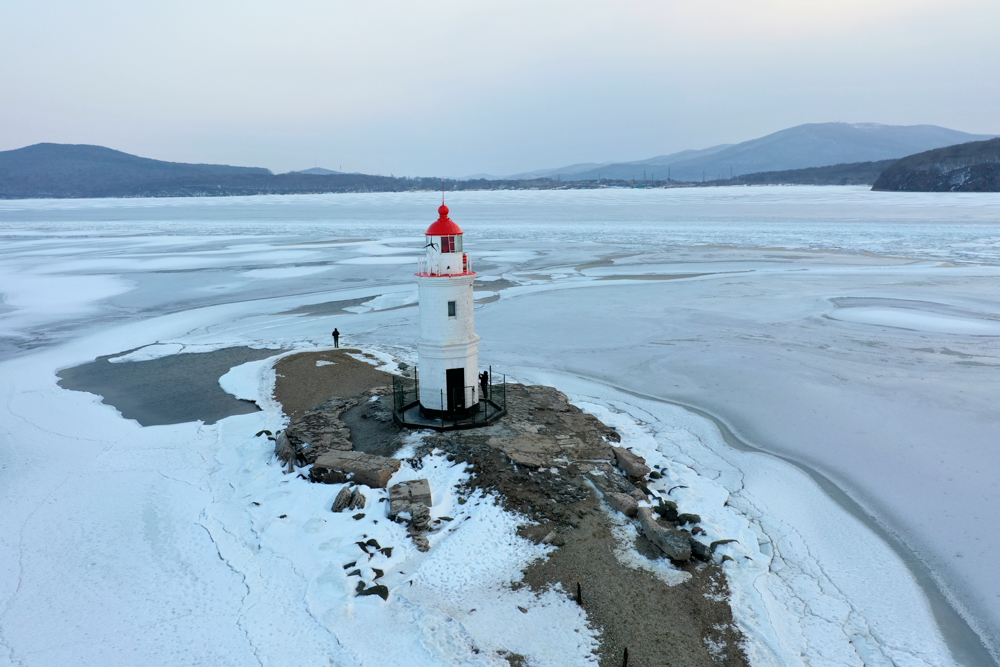
Il faro in inverno

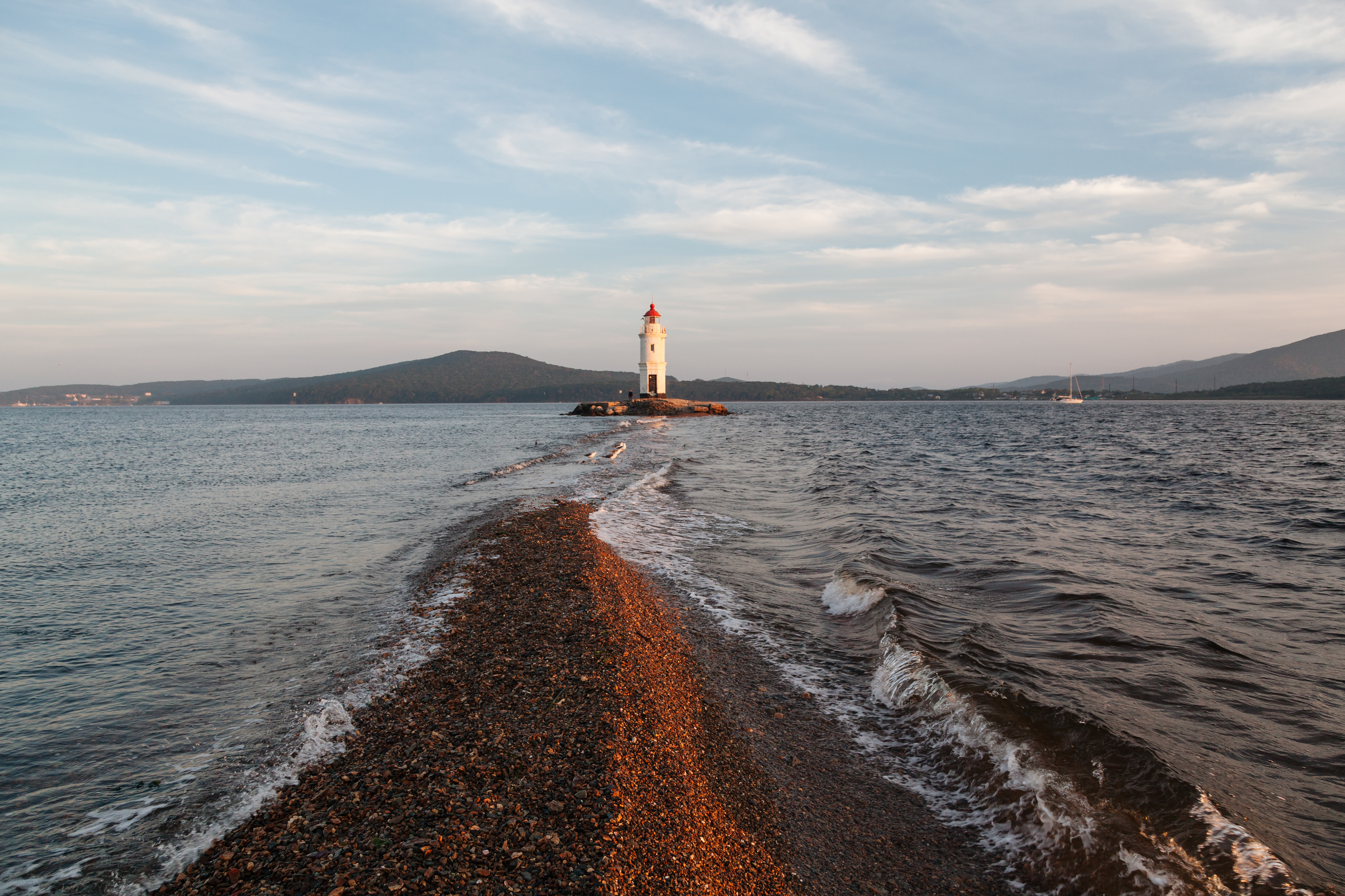
Il faro con l'alta marea, con la lingua di sabbia in parte sommersa

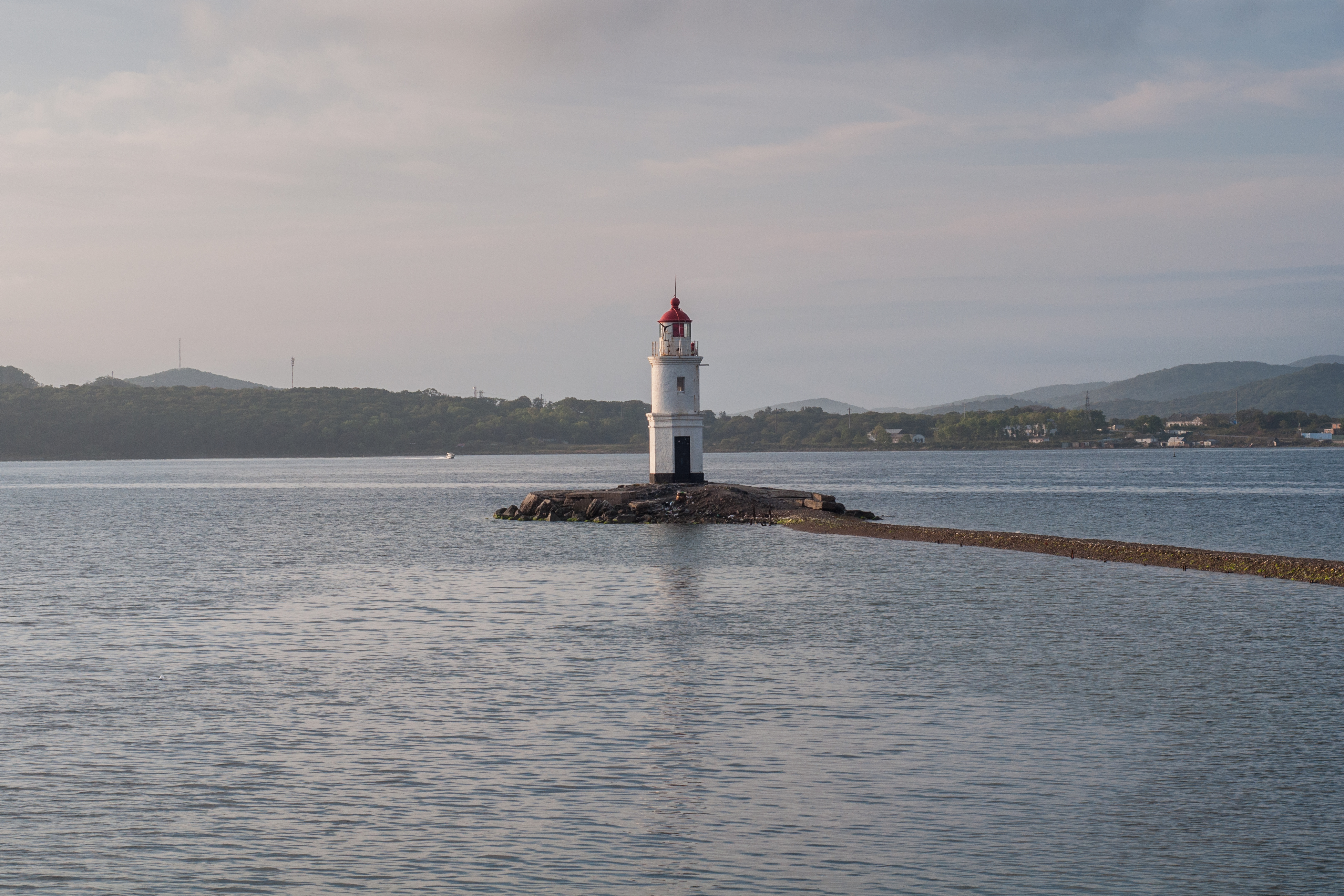
Il faro durante la bassa marea, con la lingua di sabbia totalmente emersa

Negli anni immediatamente successivi alla fondazione di Vladivostok nel 1860, si sentì l'esigenza di proteggere le navi in transito lungo lo stretto del Bosforo orientale a sud della città, caratterizzato da fondali bassi e forti correnti. Venne quindi realizzata all'ingresso dello stretto, di fronte all'isola di Elena, una lingua artificiale di sabbia lunga circa 800 metri con funzione di diga, in fondo alla quale costruire un faro.
Il primo faro venne realizzato nel 1876, sedici anni dopo la fondazione della città, ed era in realtà una semplice luce di segnalazione posta su pali di legno. Nel 1910, grazie al contributo di Otto Wilhelm Lindholm, all'epoca uno degli uomini più ricchi di Vladivostok, iniziò la costruzione di un vero faro, costituito da una torre in pietra di 12 metri. Il nuovo faro entrò in funzione nel 1913 ed è ancora oggi esistente e in attività.
Inizialmente la luce del faro era fornita da una lampada a cherosene ed in seguito ad acetilene che veniva accesa tutte le sere da un custode. Il combustibile e i rifornimenti venivano consegnati al faro con delle barche, finché non venne realizzato un ponte di legno tra il faro e la parte sempre emersa dell'istmo di sabbia. Negli anni '50 del XX secolo il faro venne dotato di illuminazione elettrica, e venne steso un cavo elettrico tra il faro e la terraferma.
Il faro era anche dotato di una campana del peso di 50 kg che veniva suonata in caso di nebbia o forti nevicate. La campana smise di essere usata nel 1958, quando venne installato un nautofono, ma continuò ad essere conservata al faro come reliquia storica. Il nautofono venne abolito nel 1998, e in tale occasione anche la campana è stata rimossa.
Nel corso degli anni le intemperie e la mancanza di manutenzione hanno distrutto il ponte e il cavo elettrico, che non sono stati più riparati. Sono ancora visibili lungo la lingua di sabbia alcuni dei supporti del ponte, mentre dagli anni '90 del XX secolo la luce del faro è alimentata a batteria.
Al giorno d'oggi il faro Tokarevskij continua ad essere in attività, ed è diventato uno dei simboli e delle principali attrazioni turistiche della città. La prima parte della lingua di sabbia è costantemente emersa e percorribile anche in auto e termina con una piattaforma rocciosa dove è stato costruito un traliccio dell'alta tensione alto 152 metri che porta l'energia elettrica verso l'isola Elena e l'isola Russkij. La porzione dell'istmo che va dal traliccio al faro è percorribile solo a piedi. Durante la bassa marea è totalmente emerso, mentre con la bassa marea rimane circa 20 centimetri al di sotto del livello dell'acqua.

In primavera, durante il disgelo, dal faro è possibile osservare le foche maculate nuotare nello stretto.

## Descrizione

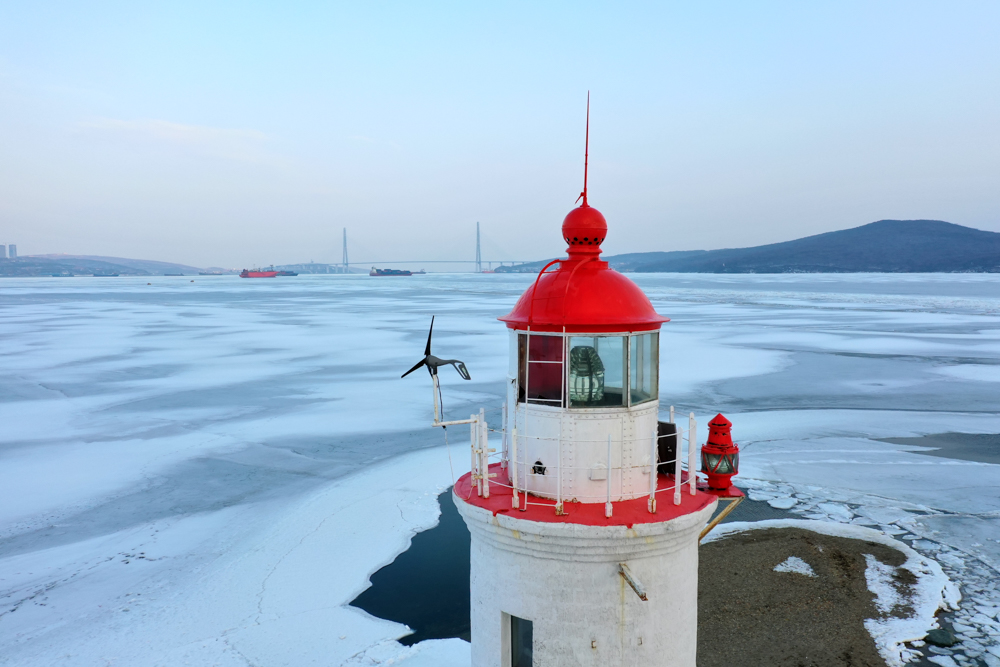
Dettaglio della lanterna

Il faro Tokarevskij si trova sulla cima dell'omonimo capo, un lingua artificiale di sabbia situata all'imbocco dello stretto del Bosforo orientale che collega il golfo dell'Amur e ovest e il golfo dell'Ussuri a est, e separa la penisola di Murav'ëv-Amurskij, dove si trova Vladivostok, dall'isola Russkij. È stato realizzato su un isolotto artificiale di 25 metri di diametro.
La struttura, costruita tra il 1910 e il 1913, è costituita da una torre in pietra alta 11,9 metri dipinta di bianco. La parte inferiore, a pianta ottagonale, poggia su un basamento cilindrico di 60 cm di altezza e 3,5 metri di diametro, ed ha un diametro di 3,1 metri per 4 metri di altezza. La parte superiore è a pianta cilindrica, con un diametro esterno di 2,9 metri e una altezza di 3,7 metri. All'interno della torre si trova un unico vano cilindrico di 1,7 metri di diametro, con una scala a chiocciola in ferro che conduce alla lanterna. I muri esterni variano tra i 70 e i 60 centimetri di spessore.
Al di sopra della sezione cilindrica si trova un camminamento e la torretta che ospita l'ottica e la lanterna, la cui cupola è colorata di rosso. Il sistema ottico di 4ª categoria è stato acquistato nel 1913 dalla ditta Barbier Cº Fenestre Construrs di Parigi. Ha un diametro di 500 mm e una altezza di 975 mm ed è tuttora in funzione. È composto da 5 lenti con lunghezza focale di 250 mm. Inizialmente la luce era fornita da un bruciatore a cherosene, in seguito sostituito da uno ad acetilene. Negli anni '50 è stata installata una lampada elettrica da 300 watt, che ha garantito al faro una portata di 12 miglia nautiche. Il segnale luminoso è un lungo flash di 3 secondi seguito da 4,5 secondi di buio, di colore bianco o rosso a seconda della direzione.